# Terheijdense Binnenpolder
De Terheijdense Binnenpolder is een natuurgebied ten oosten van Terheijden in Noord-Brabant. Het meet 120 ha en is eigendom van Staatsbosbeheer.
Het is een komvormig veenweidegebied waarvan het maaiveld tot 1,3 meter beneden NAP ligt. Eeuwenlang was het een moerasgebied, ontstaan tussen de 13e en de 15e eeuw door het steken van turf.
Deze binnenpolder was, vóórdat ze halverwege de jaren 50 van de 20e eeuw werd drooggelegd, een zeldzaam moeras- en natuurgebied. Er trad kwel op vanuit het Kempens Blok, en in de blauwgraslanden groeiden orchideeën en zeldzame zeggesoorten, alsmede spaanse ruiter. De roerdomp, zwarte stern, grauwe kiekendief en bruine kiekendief, blauwborst en rietzanger broedden er. Zie in dit verband ook: Naad van Brabant.
Tegenwoordig zijn de belangrijkste biotopen vooral langs de slootkanten en in de sloten te vinden: krabbenscheer, moeraszoutgras, waterviolier, grote boterbloem, holpijp, watereppe en groot blaasjeskruid worden er aangetroffen.
Centraal in het gebied ligt een eendenkooi, de Achterste Kooi genaamd. Deze is reeds in 1693 aangelegd en was tot 1934 in gebruik. Daarna raakte ze in verval om vanaf 1969 weer hersteld te worden. Een tweede kooi in het gebied, de Voorste Kooi genaamd, is verdwenen. Bij de kooi behoorde ook een vinkenbaan. 
In 2006 en 2007 werd de voedselrijke bovenlaag verwijderd. Ook petgaten werden hersteld. In 2009 werd in het gebied een wandelroute aangelegd: Het Zeggepad.
In het noordoosten sluit dit gebied aan op de Linie van Den Hout, eveneens een natuurgebied met grote cultuurhistorische waarden.